# Zwadde
De Zwadde (Fries en officieel: De Swadde) is een grenssloot in de Nederlandse provincie Friesland.

## Beschrijving
De Zwadde is een grenssloot die de gemeenten Kollumerland en Achtkarspelen van elkaar scheidt. Deze sloot begint tegenwoordig waar de Kuikhornstervaart (Kûkhernster Feart) overgaat in de Nieuwe Vaart (Nije Feart) bij Kuikhorne en stroomt langs de dorpen Zwaagwesteinde (officieel: De Westereen), Twijzelerheide, Zwagerbosch en Buitenpost naar de Zwaddesloot (Swaddesleat). Ook stroomt het langs de locatie van de voetbalvelden van VV Buitenpost die naar de grenssloot is vernoemd.
Oorspronkelijk startte de Zwadde in de Hamsterpoel, een pingoruïne ten westen van Buitenpost, die ten zuiden van het landgoed rond de Fogelsanghstate ligt, vernoemd is naar de familie Hamstra die hier vroeger woonde en in 2005 weer is uitgegraven. De Zwadde vormde tot in de 16e eeuw de grens tussen de bisdommen Utrecht en Münster.

## Naam
De Zwadde wordt ook wel de Zwette genoemd, wat grens betekent. De Topografische Dienst van Kadaster Geo-Informatie vermeldt de waterloop als Zwadde. De Friese naam De Swadde geldt sinds 15 maart 2007 als de officiële naam.

## Zie ook

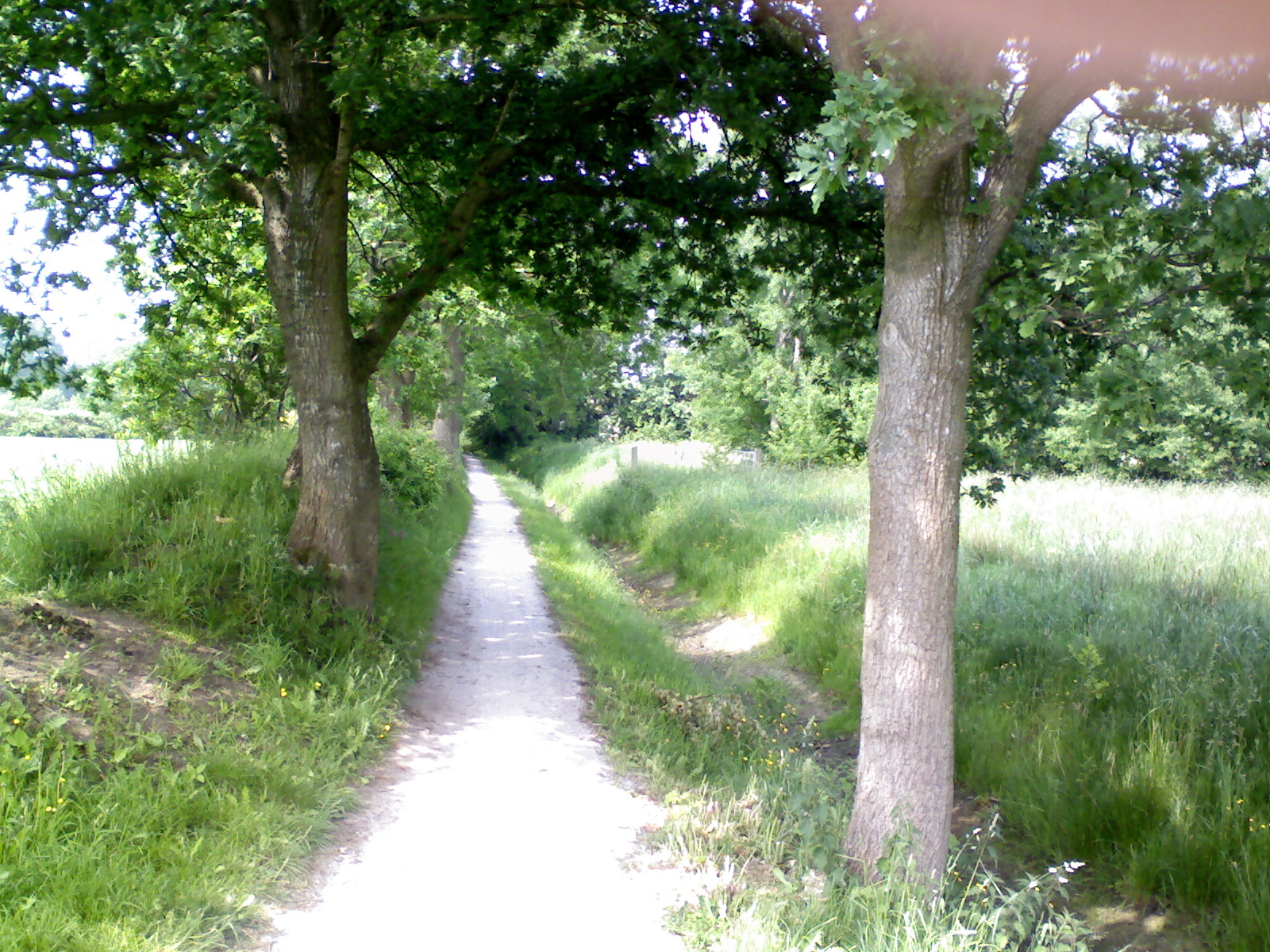
De Zwadde bij Twijzelerheide
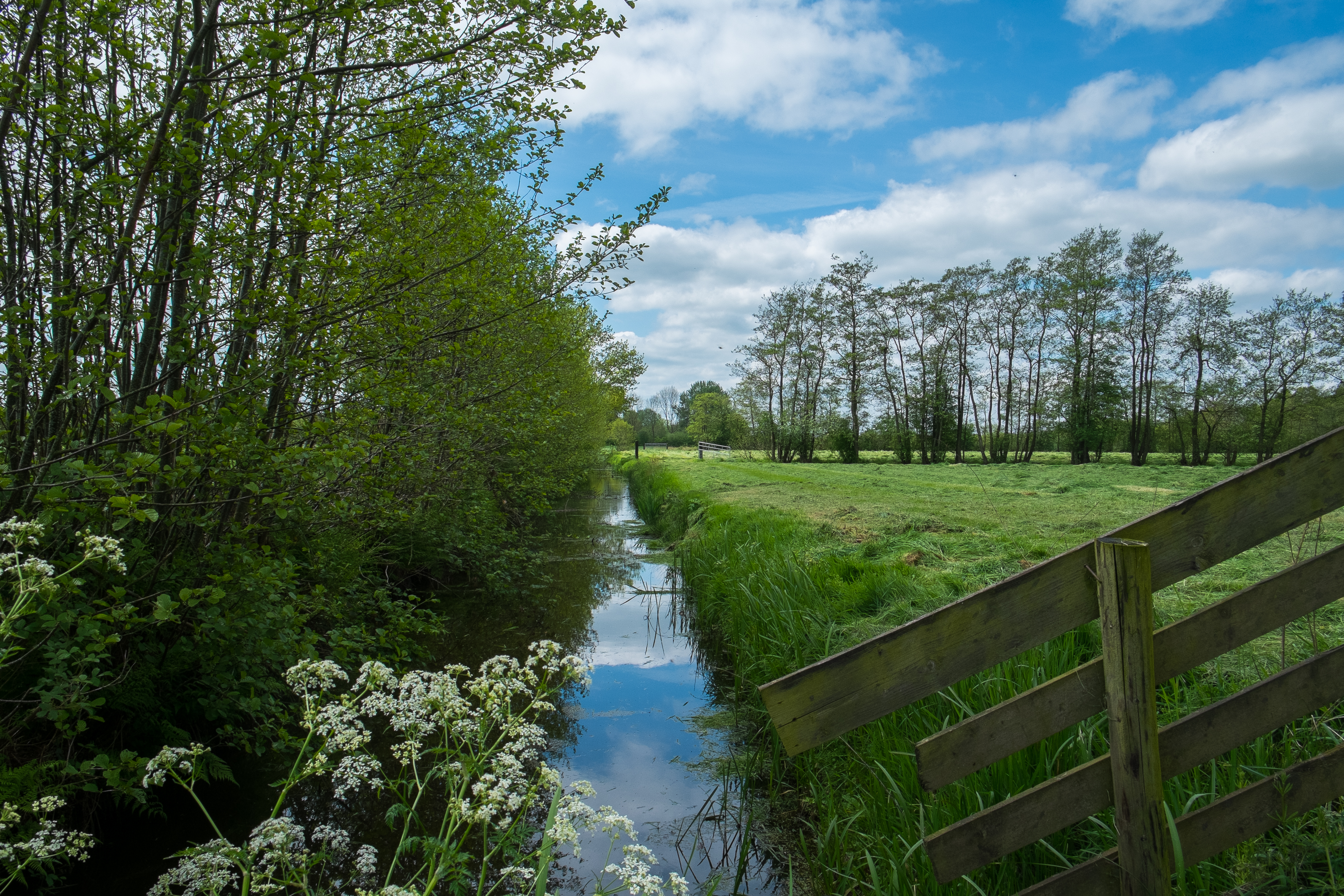
Zwadde bij It Paradyske. Linksachter (niet zichtbaar) takt de Zwaddesloot af van de Zwadde